# Bureau Clara Wichmann
Bureau Clara Wichmann (tot juli 2018 Stichting Proefprocessenfonds Clara Wichmann) stelt geld beschikbaar voor het voeren van rechtszaken die de maatschappelijke en juridische positie van vrouwen in Nederland kunnen verbeteren. De stichting, die een gedeeltelijke voortzetting is van het Clara Wichmann Instituut, werd in brede kring bekend door een proefproces tegen de Staatkundig Gereformeerde Partij, die geen vrouwen als gewoon lid toelaat, en hiermee volgens de stichting handelt in strijd met het Vrouwenverdrag van de Verenigde Naties. Hoewel de Haagse rechtbank de stichting aanvankelijk in het gelijk stelde, en de Staat opdroeg de subsidie aan de SGP stop te zetten, bepaalde de Raad van State op 5 december 2007 dat de Staat toch subsidie moet verstrekken aan de SGP.  In een nieuwe reeks rechtszaken die niet de subsidie maar de rechtmatigheid van de statuten aan de orde stelden, volgden uiteindelijk de Hoge Raad en daarna ook het Europees Hof voor de Rechten van de Mens de juridische stellingnamen van het Instituut.
Op hun beurt stellen sommige orthodoxe christenen dat SGP-vrouwen zich van de stichting distantiëren en dat de stichting zich volledig inzet op de discriminatie van vrouwen door orthodoxe christenen, terwijl er volgens deze critici ook sprake zou zijn van discriminatie van vrouwen door moslims.

## Zaken
Het proefprocessenfonds ondersteunde veel meer zaken, zoals die voor zwangere zelfstandigen vrouwen die tussen 2004-2008 geen zwangerschapsuitkering kregen of een advocate die voor het eerst een straatverbod eiste tegen een man die een vrouw mishandelde. In 2022 werd gewerkt aan een dossier tegen een farmaceutisch bedrijf wiens borstimplantaten lymfeklierkankerverwekkend waren en inmiddels zijn verboden. In 2019 besliste het gerechtshof Den Haag in hoger beroep in een civiele procedure tegen de Staat dat het mededelingen van de minister en de Inspectie voor de Gezondheidszorg en Jeugd (IGZ) over de strafbaarheid van medicamenteuze overtijdbehandeling door de huisarts niet kan verbieden. In 2017 startte het Proefprocessenfonds een zaak tegen de Nederlandse Zorgautoriteit (NZa) om nieuwe verzekeringsregels voor de geboortezorg terug te draaien omdat er te weinig onderzoek was gedaan naar de keuzevrijheid voor zwangeren.
In 2016 steunden ruim 6.000 cliënten en professionals in de geboortezorg een petitie met het verzoek aan minister Schippers om de voorgenomen hervormingen van de integrale geboortezorg te heroverwegen. De petitie was een vervolg op een brief van het Proefprocessenfonds. De verloskundigen menen dat de aanstaande hervormingen een inbreuk vormen op het recht op zelfbeschikking en keuzevrijheid van vrouwen.

## Werkwijze
Bureau Clara Wichmann opereert als stichting zonder winstoogmerk en voert onderzoeken en rechtszaken die op strategische wijze bijdragen aan de juridische positie van vrouwen in Nederland. Met het voeren van strategische rechtszaken kiest het bureau hoofdzakelijk voor de aanleg van jurisprudentie die leidraad kan zijn in andere zaken. Volgens het bureau breidde het na de naamswijziging in 2018 zijn activiteiten uit om de maatschappelijke en rechtspositie van vrouwen te verbeteren.
Mr. Anniek de Ruijter is sinds 2010 directeur van Bureau Clara Wichmann.
Vanaf november 2022 is oud minister Liliane Ploumen aan het bureau verbonden als senior adviseur. Ze wil haar ervaring en expertise inzetten voor adviezen over strategische rechtszaken betreffende de toegankelijkheid van het recht voor vrouwen en handhaving van de (internationale) rechtsorde.